# 提布提納道

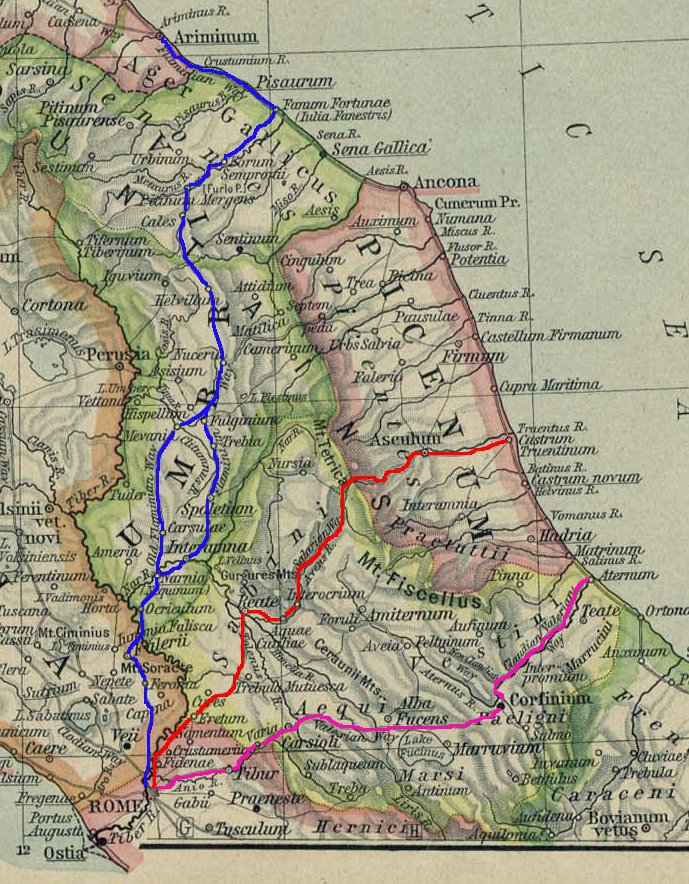
從羅馬的亞德里亞海的三條古道路線，提布提納道是其中最南端的一條

提布提納道是古羅馬道路之一，自羅馬出發向東北延伸至蒂沃利和佩斯卡拉。這條道路開闢於西元前286年。現在義大利有一條國道的路線和提布提納道相同。

## 外部連結
- Omnes Viae: Via Tiburtina on the Peutinger map （页面存档备份，存于）